# Elisa Alicia Lynch
Eliza Alice Lynch Loyd, conocida como Elisa Lynch y usualmente como Madame Lynch (Condado de Cork, Irlanda, 19 de noviembre de 1833-París, Francia, 25 de julio de 1886) fue una figura pública de la historia de Paraguay, que ejerció como virtual primera dama durante el gobierno del presidente de la república del Paraguay, Francisco Solano López (1862-1870), a quien acompañó hasta su muerte como concubina. Esta mujer irlandesa fue una de las varias compañeras de Francisco Solano López.
En la biografía de Elisa Lynch, titulada Calumnia y redactada por los escritores Michael Lillis y Ronan Fanning, se afirma que Madame Lynch "era la mujer más vilipendiada de la historia latinoamericana", fue calificada incluso como una cortesana ambiciosa que sedujo al heredero del gobierno del Paraguay, Francisco Solano López, convirtiéndolo en un dictador sanguinario. Todas esas acusaciones formaron parte de la propaganda de guerra durante la guerra de la Triple Alianza, por parte de los aliados y los miles de paraguayos contrarios al régimen de los López. Hoy día sigue considerada como Madame.

## Origen y primer matrimonio
Nacida en Irlanda cuando toda la isla era parte del Imperio británico, es decir dentro del Reino Unido, hija del médico John Lynch y de Jane Lloyd (o Clarke), mayor de cuatro hermanos, quedó huérfana de padre a los 5 años.
El 3 de junio de 1850, a los dieciséis años de edad, se casó en la parroquia de Folkestone, condado de Kent, con el médico militar francés Xavier de Quatrefages, luego destinado en la guerra de Argel, en África; pronto viajaron desde allí a París. El matrimonio se separaría en 1853, aunque no sería anulado hasta mucho más tarde.
A los 20 años, en un baile dado en el Palacio de las Tullerías por Napoleón III, Elisa conoció a Francisco Solano López, hijo del presidente del Paraguay, Carlos Antonio López, de visita en París y gran admirador del emperador, y al hermano de éste, Benigno.
Francisco Solano López estaba recorriendo Europa para capacitarse militarmente y buscando materiales para sus industrias y ferrocarriles, de ingenieros y médicos para promover la economía de su país. En Inglaterra había comprado el armamento necesario y el buque Tacuarí.

## Junto a Francisco Solano López

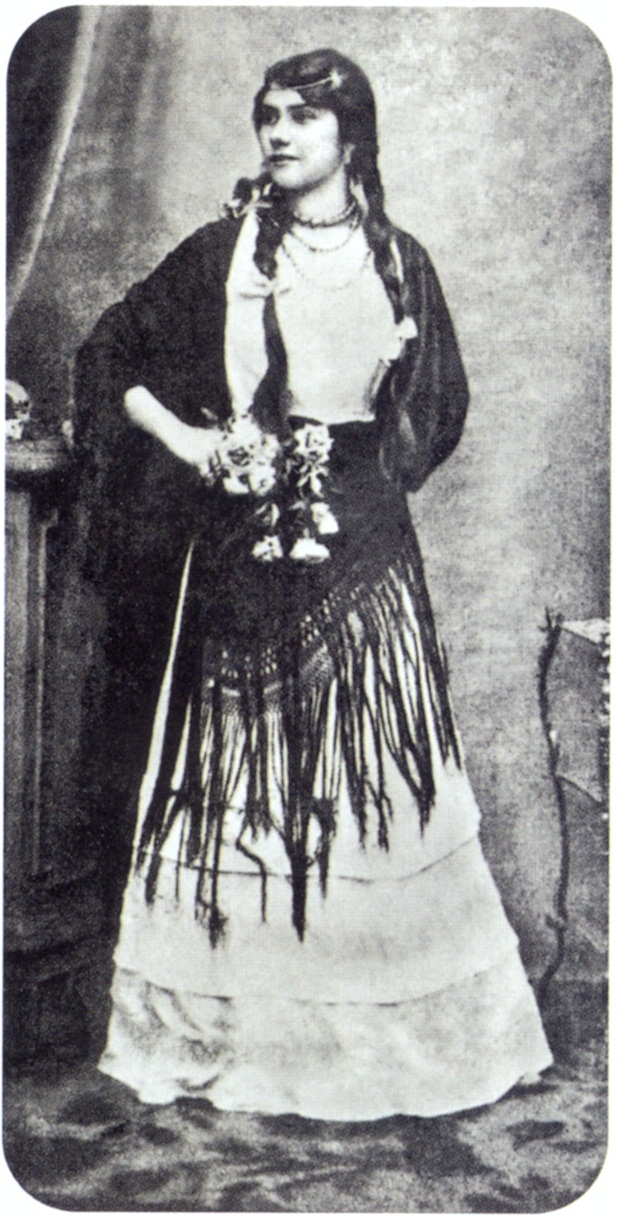
Elisa Lynch (c.1855).

A pesar de que ella estaba aún legalmente casada con Quatrefages, inició una relación amorosa con Solano López, y viajó con él al Paraguay. Al llegar a Buenos Aires, en 1855, debió detenerse para dar a luz a su primer hijo, Juan Francisco López Lynch, Éste sería luego conocido como el Coronel Panchito López, muerto junto a su padre a los 15 años en el combate de Cerro Corá, tratando de defender la vida de su madre y hermanos.
Al llegar a Asunción se encontró con el rechazo de la sociedad paraguaya, que rechazaba el divorcio y la posibilidad de que el hijo del presidente se casara con una extranjera, para peor divorciada. De modo que no pudo contraer matrimonio con López, como parece haber sido su proyecto.
Sólo con el paso de los años logró encontrar un lugar en la alta sociedad y hasta impuso tendencias y modas, entre ellas el teatro de revista, la decoración francesa y la moda europea. Fueron famosos los bailes organizados por Elisa Lynch en el Club Nacional. Grandes personajes de la época desfilaban por su casa.
Invitó a varias maestras y profesoras europeas, con las cuales inició la educación femenina en el Paraguay, que hasta entonces había sido casi nula.
Durante sus años de relación con Francisco Solano López llegaron a tener 6 hijos además del ya citado: Corina (1856-1857), Enrique (1858-1917), Federico (1860-c.1904), Carlos (1861-1924) y Leopoldo (1862- c. 1870). El séptimo hijo, llamado Miguel Marcial, nació en 1866, en plena Guerra de la Triple Alianza pero murió al año siguiente debido al cólera. El mariscal Francisco Solano, en un testamento ológrafo de 4 de junio de 1865, reconoció a todos los hijos habidos con Madame Lynch.

## Guerra de la Triple Alianza

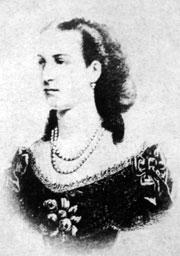
Elisa Lynch.

Al estallar la Guerra de la Triple Alianza se dio a sí misma el título de "mariscala", y comenzó a lucir vistosos uniformes militares. Acompañó a López en el teatro de operaciones y en la vida de cuartel. Se dedicaba a curar a los heridos y se transformó en un símbolo para las tropas.
No puso reparos a la paranoia que comenzó a distinguir al mariscal, y no protestó ante las sucesivas ejecuciones que éste ordenó. No obstante, defendió a algunos prisioneros y salvó a muchos de ser fusilados, entre ellos al coronel Juan Crisóstomo Centurión, que relataría en sus memorias cómo Madame Lynch pidió por su vida, cuando había sido ordenado su fusilamiento.
Acompañó al presidente en la interminable retirada hacia el norte, abandonando primero Asunción y después –tras una dura resistencia– todos los pueblos del interior a sus enemigos.
Cuando el 1 de marzo de 1870, el presidente fue muerto en el combate de Cerro Corá, su hijo Panchito López intentó defenderla, por lo cual también fue abatido. Cuando los soldados brasileños intentaron apoderarse violentamente de ella, logró ser respetada aduciendo su condición de súbdita de Inglaterra. De modo que los oficiales brasileños ordenaron que fuese llevada a Asunción.
Al llegar a Asunción le fueron embargados sus bienes, que eran muchos, acusada de haber empobrecido al pueblo paraguayo. Pero se retiró a Europa, donde habían sido enviados durante los últimos años de la guerra, varias cajas con valores como si fueran correspondencia diplomática, que le valió una vida cómoda en París.

## Reclamaciones y últimos años

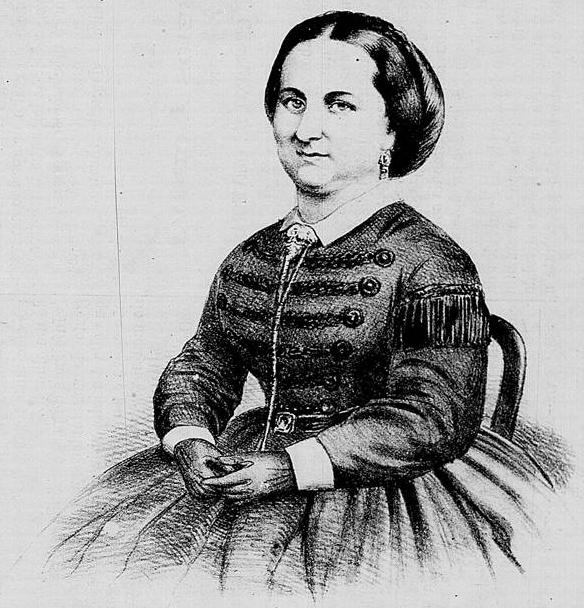
Elisa Lynch.

En su viaje de regreso falleció otro de sus hijos. Al llegar a destino reclamó judicialmente parte de los bienes embargados, pero un juicio interminable terminó por adjudicarlos al Brasil, como compensación de guerra. Sin embargo, muchos de los bienes y riquezas que por sí misma declaró ante un tribunal inglés en 1871 — incluso infravalorados por ella — ya suponían una evidencia en contra de su reclamado derecho.
Aún pudo disponer de algunos fondos que Francisco había puesto a su nombre en Londres, con los cuales hizo un viaje a Alejandría, El Cairo, Jerusalén y París.
En octubre de 1875 regresó a Asunción, a reclamar sus bienes embargados, pero fue expulsada al día siguiente. Entonces se estableció en Buenos Aires, donde publicó una "Exposición y Protesta", con la que se defendía de las acusaciones en su contra; resultó un escrito confuso y excesivamente largo, que no pudo terminar con el mito de su riqueza mal habida. No había en la Argentina nadie dispuesto a salir en defensa del último chivo expiatorio de la Guerra del Paraguay. De modo que regresó a París, donde se estableció definitivamente.
Falleció en un apartamento de París el 26 de julio de 1886, a los 53 años, víctima de un cáncer estomacal. Estuvo enterrada en el cementerio del Père Lachaise, de la misma ciudad hasta julio de 1961 cuando, rehabilitada su figura por el gobierno Alfredo Stroessner y convertida en heroína nacional, sus restos fueron llevados por mar solemnemente al Paraguay y quedaron depositados en Asunción, en el Museo Histórico del Ministerio de Defensa, en una urna de bronce.
Se encuentra en estudio el diario íntimo de su nuera, con abundantes datos inéditos sobre la vida de Elisa Alicia Lynch antes y después de su unión con López, por ejemplo que era hija de un médico y sobrina de un vicealmirante de la Marina Británica, segundo de Horatio Nelson en la batalla de Trafalgar. Al parecer dicho diario contiene abundantes datos que echarían por tierra mucho de la imagen de mujer de origen pobre, y aventurera, que buena parte de la historiografía posterior le ha atribuido.A su vez, en 1870 se publicó una biografía suya por un autor anónimo denominado Orión, titulado "Elisa Lynch", que luego recibió la crítica literaria del escritor e historiador Mariano Pelliza.